# Шабурское сельское поселение
Се́льское поселе́ние «Шабурское» — муниципальное образование в Заиграевском районе Бурятии Российской Федерации.
Административный центр — село Шабур.

## История
Статус и границы сельского поселения установлены Законом Республики Бурятия от 31 декабря 2004 года № 985-III «Об установлении границ, образовании и наделении статусом муниципальных образований в Республике Бурятия»

## Население
| 2011  | 2012  | 2013  | 2014  | 2015  | 2016  | 2017  |
| ----- | ----- | ----- | ----- | ----- | ----- | ----- |
| 1229  | ↘1208 | ↘1191 | ↘1178 | ↘1172 | ↘1155 | ↘1148 |
| 2018  | 2019  | 2020  | 2021  | 2023  | 2024  |       |
| ↘1139 | ↘1127 | ↘1112 | ↘1024 | ↘999  | ↘953  |       |

## Состав сельского поселения
| № | Населённый пункт | Тип населённого пункта       | Население |
| - | ---------------- | ---------------------------- | --------- |
| 1 | Шабур            | село, административный центр | ↘953      |